# Szörény, Baranya
Szörény este un sat în districtul Szigetvár, județul Baranya, Ungaria, având o populație de 64 de locuitori (2011). 

## Demografie
Componența etnică a satului Szörény
     Maghiari (88,24%)
     Germani (7,35%)
     Necunoscut (4,41%)
     Alții (4,41%)
Componența confesională a satului Szörény
     Romano-catolici (59,38%)
     Reformați (23,44%)
     Fără religie (7,81%)
     Necunoscută (9,38%)
Conform recensământului din 2011, satul Szörény avea 64 de locuitori. Din punct de vedere etnic, majoritatea locuitorilor (88,24%) erau maghiari, cu o minoritate de germani (7,35%). Apartenența etnică nu este cunoscută în cazul a 4,41% din locuitori.  Din punct de vedere confesional, majoritatea locuitorilor (59,38%) erau romano-catolici, existând și minorități de reformați (23,44%) și persoane fără religie (7,81%). Pentru 9,38% din locuitori nu este cunoscută apartenența confesională.